# 伊日·诺沃提尼 (冰球运动员)
伊日·诺沃提尼（捷克語：Jiří Novotný，1983年8月12日—），捷克男子冰球运动员。他曾代表捷克国家队参加2014年冬季奥林匹克运动会男子冰球比赛，结果队伍获得第六名。